# Deutsche Straßen-Radmeisterschaften 2007
Die 82. Deutschen Straßen-Radmeisterschaften 2007 fanden in Wiesbaden mit dem Straßenrennen der Frauen und Männer (alle 1. Juli) sowie in Rostock mit dem Einzelzeitfahren der Frauen, Männer und Männer U23 (alle 24. Juni) statt. Die Männer-U23-Meisterschaft wurde am 3. Juni in Stuttgart ausgetragen.

## Einzelzeitfahren

Logo des Einzelzeitfahrens

### Frauen
| Platz | Athlet               | Zeit      |
| ----- | -------------------- | --------- |
| 1     | Hanka Kupfernagel    | 40:54 min |
| 2     | Charlotte Becker     | 41:32 min |
| 3     | Judith Arndt         | 42:31 min |
| 4     | Eva Lutz             | 43:00 min |
| 5     | Alexandra Sontheimer | 43:30 min |
| 6     | Theresa Senff        | 43:41 min |
| 7     | Bianca Knöpfle       | 44:01 min |
| 8     | Stephanie Pohl       | 44:08 min |
| 9     | Christina Becker     | 44:19 min |
| 10    | Sarah Düster         | 44:24 min |
| 11    | Larissa Kleinmann    | 44:38 min |
| 12    | Tina Liebig          | 44:44 min |
| 13    | Elke Gebhardt        | 44:52 min |
| 14    | Luise Keller         | 45:00 min |
| 15    | Anke Wichmann        | 45:10 min |

Länge: 30 km 

Start: Sonntag, 24. Juni, 13:00 Uhr MESZ 

Strecke: Start/Ziel Warnemünde (Kirchplatz) – Fritz-Reuter-Str. – Rostocker Straße –
An der Stadtautobahn – Stadtautobahn – B 103 – Wende Abfahrt Kritzmow
Es kamen 69 Athleten ins Ziel.

### Männer
| Platz | Athlet                    | Zeit      |
| ----- | ------------------------- | --------- |
| 1     | Bert Grabsch              | 48:11 min |
| 2     | Lars Teutenberg           | 48:12 min |
| 3     | Robert Bartko             | 48:28 min |
| 4     | André Greipel             | 49:07 min |
| 5     | Andreas Ortner            | 49:09 min |
| 6     | Robert Bengsch            | 49:52 min |
| 7     | Tobias Erler              | 50:09 min |
| 8     | Christian Müller          | 50:23 min |
| 9     | Henning Bommel            | 50:28 min |
| 10    | Thomas Schweiger          | 50:53 min |
| 11    | Enrico Knobloch           | 50:54 min |
| 12    | Christoph von Kleinsorgen | 51:01 min |
| 13    | Florian Fromm             | 51:19 min |
| 14    | Sebastian Jadczak         | 51:21 min |
| 15    | Igor Leonovich            | 51:36 min |

Länge: 40 km 

Start: Sonntag, 24. Juni, 15.00 Uhr MESZ 

Strecke: Start/Ziel Warnemünde (Kirchplatz) – Fritz-Reuter-Str. – Rostocker Straße –
An der Stadtautobahn – Stadtautobahn – B 103 – Wende AS Rostock-West
Es kamen 23 Athleten ins Ziel.

### Männer U23
| Platz | Athlet                | Zeit      |
| ----- | --------------------- | --------- |
| 1     | Marcel Kittel         | 49:04 min |
| 2     | Jörg Lehmann          | 49:05 min |
| 3     | Stefan Schäfer        | 49:41 min |
| 4     | Frank Schulz          | 49:52 min |
| 5     | Christian Leben       | 49:58 min |
| 6     | Christian Kux         | 50:12 min |
| 7     | Tony Martin           | 50:25 min |
| 8     | Philipp Seubert       | 50:26 min |
| 9     | Dominik Roels         | 50:27 min |
| 10    | Kai Hliza             | 50:34 min |
| 11    | Ingmar Dassler        | 50:54 min |
| 12    | Marcel Fischer        | 51:00 min |
| 13    | Daniel Westmattelmann | 51:01 min |
| 14    | Nikolai Schwarz       | 51:01 min |
| 15    | Florian Völk          | 51:03 min |

Länge: 40 km 

Start: Sonntag, 24. Juni, 11.00 Uhr MESZ 

Strecke: Start/Ziel Warnemünde (Kirchplatz) – Fritz-Reuter-Str. – Rostocker Straße –
An der Stadtautobahn – Stadtautobahn – B 103 – Wende AS Rostock-West
Der Athlet Alexander Gottfried wurde nach dem Zeitfahren disqualifiziert, da er nicht bei der Materialkontrolle war. Es kamen 91 Athleten ins Ziel.

## Straßenrennen

Logo des Straßenrennens

### Frauen
| Platz | Athlet            | Zeit      |
| ----- | ----------------- | --------- |
| 1     | Luise Keller      | 3:05:45 h |
| 2     | Claudia Häusler   | 3:06:33 h |
| 3     | Angela Brodtka    | 3:07:25 h |
| 4     | Hanka Kupfernagel | 3:07:25 h |
| 5     | Judith Arndt      | 3:07:25 h |
| 6     | Eva Lutz          | 3:07:25 h |
| 7     | Trixi Worrack     | 3:07:25 h |
| 8     | Birgit Söllner    | 3:07:25 h |
| 9     | Stephanie Pohl    | 3:08:03 h |
| 10    | Tina Liebig       | 3:08:03 h |
| 11    | Charlotte Becker  | 3:09:01 h |
| 12    | Alexandra Nöhles  | 3:11:10 h |
| 13    | Sarah Düster      | 3:13:22 h |
| 14    | Virginia Hennig   | 3:13:51 h |
| 15    | Claudia Seidel    | 3:13:51 h |

Länge: 107,3 km (7 Runden à 15,3 km)
Start: Sonntag, 1. Juli, 8:00 Uhr MESZ, in Wiesbaden

Strecke: Start Wiesbaden, Wilhelmstraße (Höhe Kurhaus); links Taunusstraße; rechts Geisbergstraße; links Idsteiner Straße; links Tränkweg; rechts Tränkweg; links Kapellenstraße; rechts Christian-Spielmann-Weg; Griechische Kapelle; Nerobergstraße; rechts Kleine Weinbergstraße; Weinbergstraße; rechts Nördliches Nerotal; Wolkenbruch; rechts B 417 – Platter Straße; links Hupfeldweg; Fischzucht; links B 54-Aarstraße; Wiesbaden Ortseingang; Dürerplatz; links Emser Straße; Kreuzung Schwalbacher Straße; Coulinstraße; Webergasse; links Langgasse – Kranzplatz; Georg-August-Zinn-Straße; rechts Taunusstraße; rechts Wilhelmstraße; Friedrich-Ebert-Allee; Wendepunkt an der Lessingstraße; Friedrich-Ebert-Allee; Wilhelmstraße Ziel (Höhe Kurhaus)
Luise Keller gewann vor Claudia Häusler und Angela Brodtka ihre erste deutsche Meisterschaft. Es kamen 63 Athleten ins Ziel.

### Männer
| Platz | Athlet              | Zeit      |
| ----- | ------------------- | --------- |
| 1     | Fabian Wegmann      | 5:08:41 h |
| 2     | Patrik Sinkewitz    | 5:08:41 h |
| 3     | Christian Knees     | 5:09:29 h |
| 4     | Dominik Roels       | 5:09:50 h |
| 5     | Matthias Russ       | 5:09:50 h |
| 6     | Jörg Ludewig        | 5:11:09 h |
| 7     | André Greipel       | 5:11:15 h |
| 8     | René Weissinger     | 5:11:15 h |
| 9     | Jens Voigt          | 5:11:15 h |
| 10    | Sergej Fuchs        | 5:11:18 h |
| 11    | Timo Honstein       | 5:12:12 h |
| 12    | Björn Schröder      | 5:12:12 h |
| 13    | Enrico Poitschke    | 5:12:12 h |
| 14    | Eric Baumann        | 5:15:20 h |
| 15    | Johannes Fröhlinger | 5:15:20 h |

Länge: 199,3 km (13 Runden à 15,3 km)
Start: Sonntag, 1. Juli, 11.15 Uhr MESZ, in Wiesbaden

Strecke: Start Wiesbaden, Wilhelmstraße (Höhe Kurhaus); links Taunusstraße; rechts Geisbergstraße; links Idsteiner Straße; links Tränkweg; rechts Tränkweg; links Kapellenstraße; rechts Christian-Spielmann-Weg; Griechische Kapelle; Nerobergstraße; rechts Kleine Weinbergstraße; Weinbergstraße; rechts Nördliches Nerotal; Wolkenbruch; rechts B 417 – Platter Straße; links Hupfeldweg; Fischzucht; links B 54-Aarstraße; Wiesbaden Ortseingang; Dürerplatz; links Emser Straße; Kreuzung Schwalbacher Straße; Coulinstraße; Webergasse; links Langgasse – Kranzplatz; Georg-August-Zinn-Straße; rechts Taunusstraße; rechts Wilhelmstraße; Friedrich-Ebert-Allee; Wendepunkt an der Lessingstraße; Friedrich-Ebert-Allee; Wilhelmstraße Ziel (Höhe Kurhaus)
Fabian Wegmann gewann vor Patrik Sinkewitz und Christian Knees seine erste deutsche Meisterschaft. Es kamen 63 Athleten ins Ziel.

### Männer U23
| Platz | Athlet              | Zeit      |
| ----- | ------------------- | --------- |
| 1     | Dominic Klemme      | 4:24:06 h |
| 2     | Christian Kux       | 4:24:06 h |
| 3     | Simon Geschke       | 4:24:06 h |
| 4     | Michael Franzl      | 4:24:06 h |
| 5     | Alexander Gottfried | 4:24:06 h |
| 6     | Frank Scherzinger   | 4:24:08 h |
| 7     | Oliver Giesecke     | 4:24:08 h |
| 8     | Marcel Fischer      | 4:24:08 h |
| 9     | Tony Martin         | 4:24:08 h |
| 10    | Nikolai Schwarz     | 4:24:08 h |
| 11    | Mathias Wiele       | 4:24:08 h |
| 12    | Nicu Schneider      | 4:24:10 h |
| 13    | Sergej Fuchs        | 4:24:13 h |
| 14    | Christian Leben     | 4:24:13 h |
| 15    | Mitja Schlüter      | 4:24:34 h |

Länge: 171,9 km (9 Runden à 19,1 km)

Start: Sonntag, 3. Juni, 11:30 Uhr MESZ, Stuttgart 

Strecke: Originalkurs der Straßen-WM 2007
Dominic Klemme siegte nach 4:24:06 Stunden vor Christian Kux und Simon Geschke. Es kamen 92 Athleten ins Ziel.